# Dynamite (Freizeitpark Plohn)
Dynamite ist eine Stahlachterbahn vom Modell BigDipper des Herstellers Mack Rides im Freizeitpark Plohn (Lengenfeld, Sachsen, Deutschland). Sie wurde am 18. Mai 2019 eröffnet. Sie ist nach Lost Gravity in Walibi Holland die zweite Achterbahn des Modells BigDipper des Herstellers. Dynamite wurde an der Stelle errichtet, an der vorher die Achterbahn Silver Mine fuhr. Nach Aussage des Parks war Dynamite zum Zeitpunkt ihrer Eröffnung die größte Einzelinvestition des Parks.

## Ausführung
Die 500 m lange Strecke erreicht eine Höhe von 44 m und verfügt, neben einem Tunnel und einer 270°-Helix, über drei Inversionen: einem Dive Drop, einem Looping und einer Zero-g-Roll.

## Fahrtbeschreibung

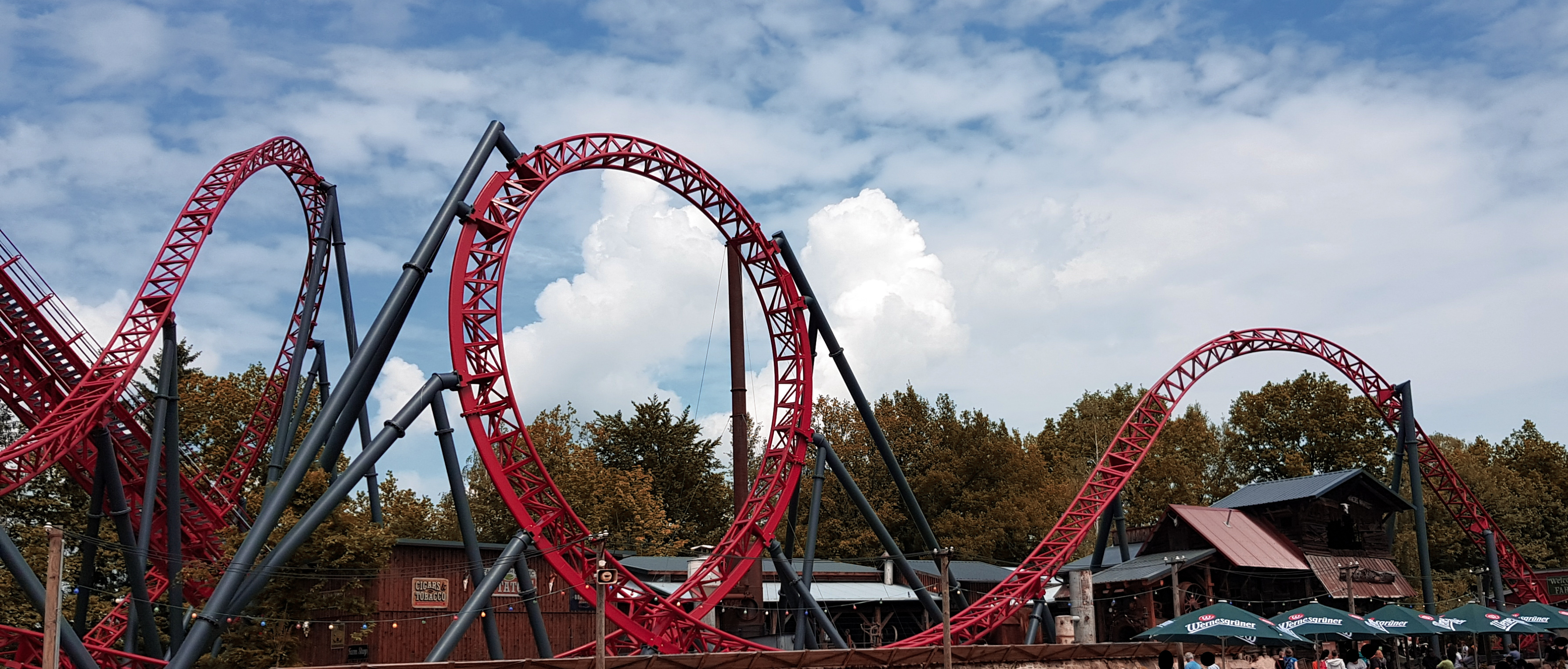
Looping mit Zero-g-Roll

Nachdem der Zug die Station verlassen hat, fährt er auf den Lifthill, der an der Spitze in einem Dive Drop endet. Es folgt eine Rechtskurve mit 360°, an deren Ende der Looping ist. Nach dem Looping fährt der Zug in den Zero-g-Roll, bevor er nach einer 180° Linkskurve und einer Fahrzeit von etwas mehr als einer Minute wieder in die Station einfährt.

## Wagen
Dynamite besitzt zwei einzelne Wagen mit Platz für jeweils acht Personen (zwei Reihen à vier Personen).